# Sporysz (Żywiec)
Sporysz (deutsch Sporysch) ist ein Stadtteil von Żywiec in der Woiwodschaft Schlesien in Polen.

## Geographie
Sporysz liegt im Saybuscher Becken am Fluss Koszarawa.
Historisch hatte Sporysz eine Fläche von etwa 1015 Hektar. Der heutige Stadtteil hat etwa 3 Quadratkilometer.

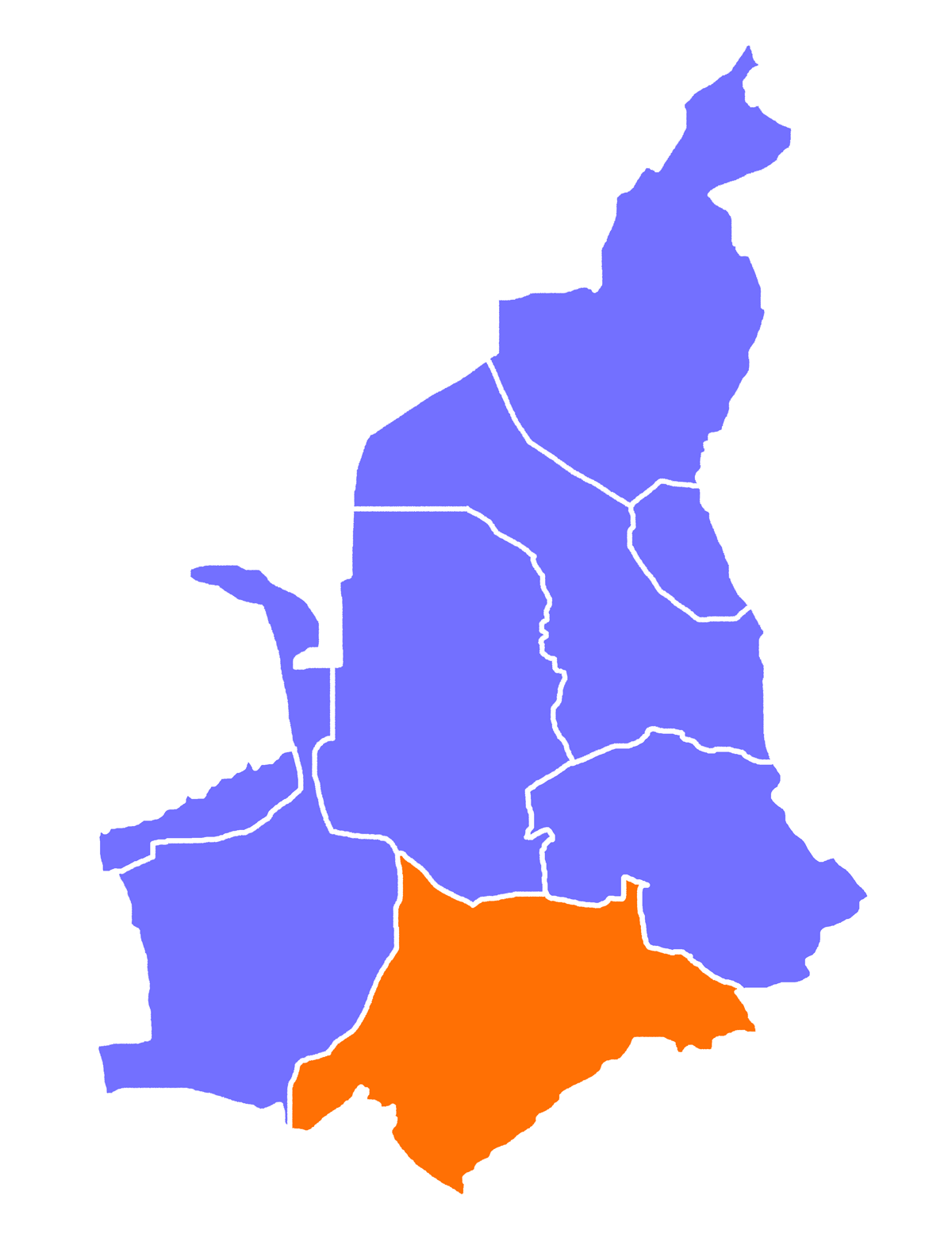
Sporysz innerhalb der Stadt Żywiec (orange)

## Geschichte

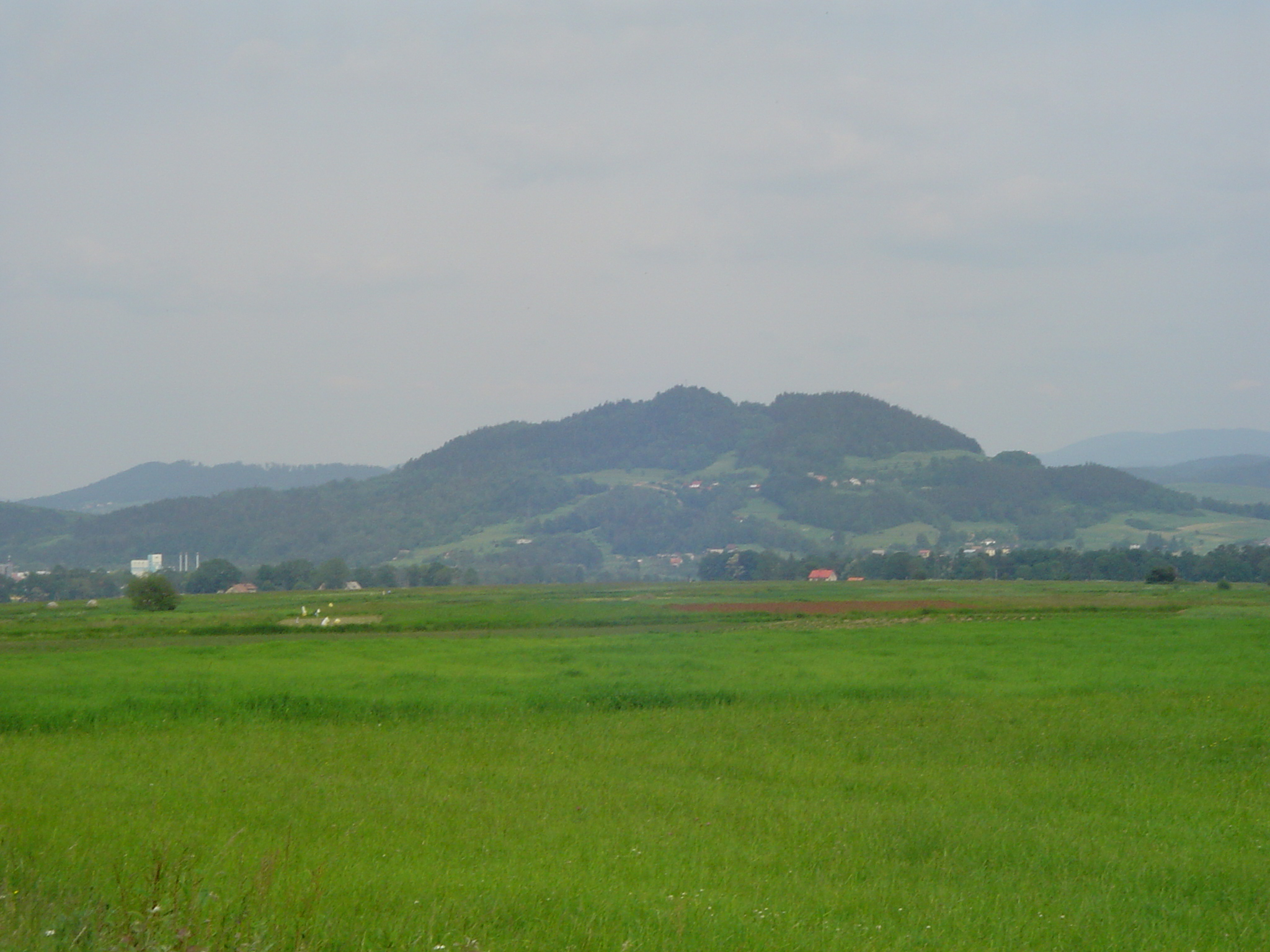
Hügel Grojec mit Ruinen von einem Burgwall

Der Ort entstand wahrscheinlich im 14. Jahrhundert näher der Burg auf dem Hügel Grojec als Alt-Saybusch im Herzogtum Auschwitz unter der Lehensherrschaft des Königreichs Böhmen, aber wurde erst am 13. April 1465 in der letztlich gefundenen Verkaufsabrechnung des Gebiets von Żywiec an den polnischen König erwähnt. Im Liber beneficiorum dioecesis Cracoviensis (1470–1480) des Historikers und Geographen Jan Długosz wurde das Dorf im districtus Zywyecz als Una cum vico Sporzysch erwähnt. Der Ortsname ist topographisch und abgeleitet von der polnischen Bezeichnung für Mutterkornpilze.  Der Ort lag auf dem Weg nach Arwa.

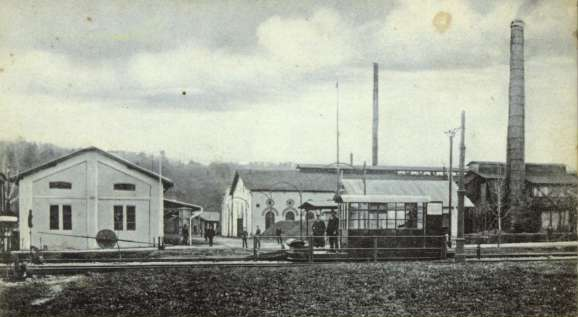
Friedrichshütte

Bei der Ersten Teilung Polens kam die Stadt 1772 zum neuen Königreich Galizien und Lodomerien des habsburgischen Kaiserreichs (ab 1804).
Im 19. Jahrhundert wurde das Dorf industrialisiert durch Eröffnung einiger Schmieden, eines Walzwerkes und einer Blechzinkhütte (Friedrichshütte, seit 1900 Schraubenfabrik). Im Jahre 1900 hatte Sporysz 216 Häuser mit 1679 Einwohnern, davon 1623 waren polnischsprachig, 26 deutschsprachig, 15 anderssprachig, 1565 der Bewohner waren römisch-katholisch, es gab 99 Juden, sowie 15 anderen Glaubens.
1918, nach dem Ende des Ersten Weltkriegs und dem Zusammenbruch der k.u.k. Monarchie, kam Sporysz zu Polen. Unterbrochen wurde dies nur durch die Besetzung Polens durch die Wehrmacht im Zweiten Weltkrieg. Es gehörte dann zum Landkreis Saybusch im Regierungsbezirk Kattowitz in der Provinz Schlesien (seit 1941 Provinz Oberschlesien).
Im Zweiten Weltkrieg wurde Sporysz erstmals nach Saybusch eingemeindet, endgültig im Jahre 1950.